# Los Futbolísimos 2: El misterio del tesoro pirata
Los futbolísimos 2: El misterio del tesoro pirata es una futura película hispano-colombiana de comedia y aventuras de 2025, dirigida por Miguel Ángel Lamata y escrita por Bárbara Alpuente, basada en la saga de libros infantiles Los Futbolísimos escrita por Roberto Santiago. Es una secuela de la película de 2018 Los Futbolísimos. Está protagonizada por Nicolás Rodicio y Cosette Silguero. Tiene previsto su estreno en cines para el 8 de agosto de 2025, con distribución de Filmax.

## Trama
Cuando el equipo del Soto Alto FC pierde su campo de fútbol debido a una estafa inmobiliaria que ha afectado a todo el pueblo, deberán derrotar al equipo especialmente complicado de Los Justos, liderado por una capitana pirata, para poder seguir en la liga intercentros. Por si fuera poco, el equipo también acaba involucrado en un robo a un banco.

## Reparto
- Nicolás Rodicio como Pakete
- Cosette Silguero como Helena
- Joaquín Reyes como Emilio
- Arturo Valls como Salvatierra
- Carmen Ruiz como Juana
- Norma Ruiz como Alicia
- Miguel Ángel Muñoz como Felipe
- María Zabala como Laura
- William Miller como Jerónimo Llorente
- Julio Bohigas-Couto como Víctor
- Stephanie Gil como Lorena
- Nerea Pascual como Almudena

## Producción
En noviembre de 2022, RTVE anunció en su mesa de valoración su participación en el proyecto de película Los futbolísimos 2. El misterio del tesoro pirata, secuela de la película de 2018 Los Futbolísimos. Aunque al principio se anunció erróneamente que Jorge Blas sería el director, el 1 de agosto de 2024 se anunció que el rodaje de la película, renombrada ligeramente a Los futbolísimos y el misterio del tesoro pirata, había comenzado bajo la dirección de Miguel Ángel Lamata, quien ya había dirigido también la primera película, y que Bárbara Alpuente escribiría el guion. Nicolás Rodicio y Cosette Silguero fueron anunciados como los líderes del reparto infantil, mientras que Joaquín Reyes, Carmen Ruiz, William Miller, Norma Ruiz, Arturo Valls, Miguel Angel Muñoz, María Zabala, Salomé Jiménez y Joavany Álvarez fueron anunciados como parte del reparto adulto. El rodaje de la película tuvo lugar en diferentes localizaciones de la Comunidad de Madrid, la provincia de Segovia, y la Región de Murcia, incluyendo entre estas últimas Mazarrón o las minas de La Unión. Julio Bohigas-Couto, quien interpretó a Pakete en la primera película, fue anunciado como parte del reparto de El misterio del tesoro pirata interpretando a Víctor, el hermano mayor de Pakete.
En algún punto de la producción, el título de la película cambió ligeramente de Los futbolísimos y el misterio del tesoro pirata a Los futbolísimos 2: El misterio del tesoro pirata.

## Lanzamiento y marketing
En enero de 2025, se anunció que Filmax estrenaría Los futbolísimos 2: El misterio del tesoro pirata el 25 de julio de 2025. El 6 de junio de 2025, Filmax lanzó el tráiler de la película y retrasó su estreno del 25 de julio al 8 de agosto de 2025.